# Milchhof Nürnberg

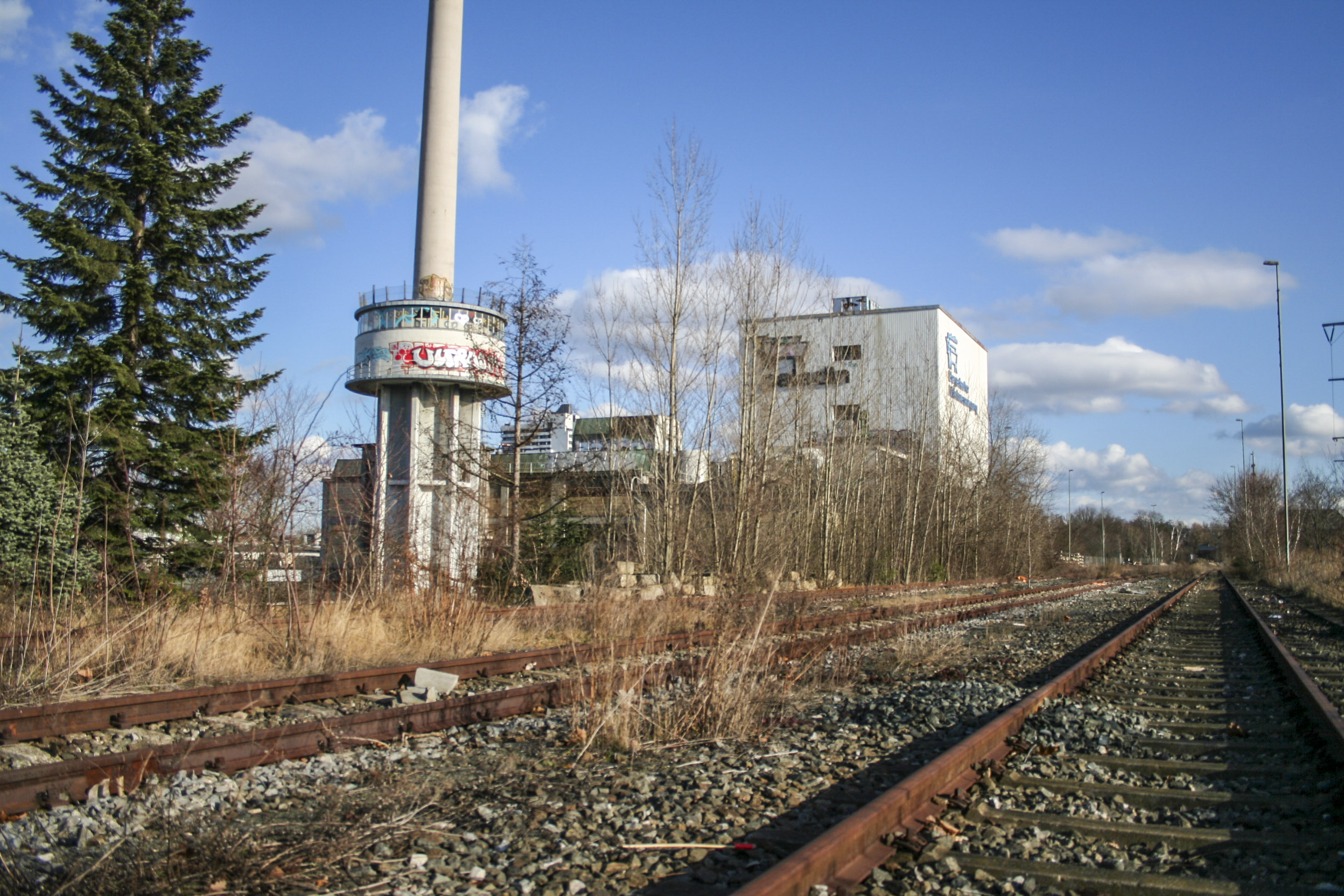
Milchhof Anlage im Jahre 2007

Der 1930 in Nürnberg errichtete Milchhof war ein architekturgeschichtlich bedeutendes Zeugnis des Industriebaus. Alle Gebäude wurden vom Architekten Otto Ernst Schweizer geplant. Die Anlage wurde 2008 weitgehend abgerissen.

## Architektur des Milchhofs
Die weiträumige Anlage bestand aus der 108 m langen dreigeschossigen Betriebshalle mit dem charakteristischen Betonschalenfaltdach, der Maschinenhalle, dem Verwaltungsgebäude und dem 76 m hohen Schornstein aus Eisenbeton (Kaminturm), mit der auf Drittelhöhe ringförmig umlaufenden Kühlwasseranlage.
Alle Bauteile waren als Betonskelettbauten konstruiert, die Betriebsgebäude waren mit großformatigen gelben Fliesen verkleidet, das Verwaltungsgebäude mit Naturstein. Zur Bauzeit galt die Anlage als beispielhaft und wegweisend für den modernen Fabrikbau. Das Betonschalenfaltdach aus 18 trapezförmigen querliegenden Schalen war die erste in der Praxis angewandte großflächige Konstruktion dieser Art und seinerzeit technisches Neuland.

## Stilllegung und Abriss
Die Milchversorgung (später Bayerischen Milchversorgung GmbH, Handelsname paladin) nutzte die Anlage bis in die 1990er Jahre, dann wurde die Produktion nach Zapfendorf bei Bamberg verlegt. 1995 wurde der Betrieb endgültig stillgelegt und geräumt. Unterlassener Bauunterhalt führte zum raschen Verfall. Planungen zur Weiternutzung der Gebäude konnten nicht verwirklicht werden. Obwohl der Milchhof unter Denkmalschutz stand, verwahrloste das Gelände in den folgenden Jahren und wurde von Feuerwehr und Polizei als Übungsgelände genutzt. Trotz erheblicher öffentlicher Proteste wurde die immer noch denkmalgeschützte Anlage 2008 bis auf das Verwaltungsgebäude vollständig abgerissen. Das ca. 45.000 m² große Areal zwischen der Kressengartenstraße und der Bahnlinie ist neu bebaut.

## Verwaltungsgebäude

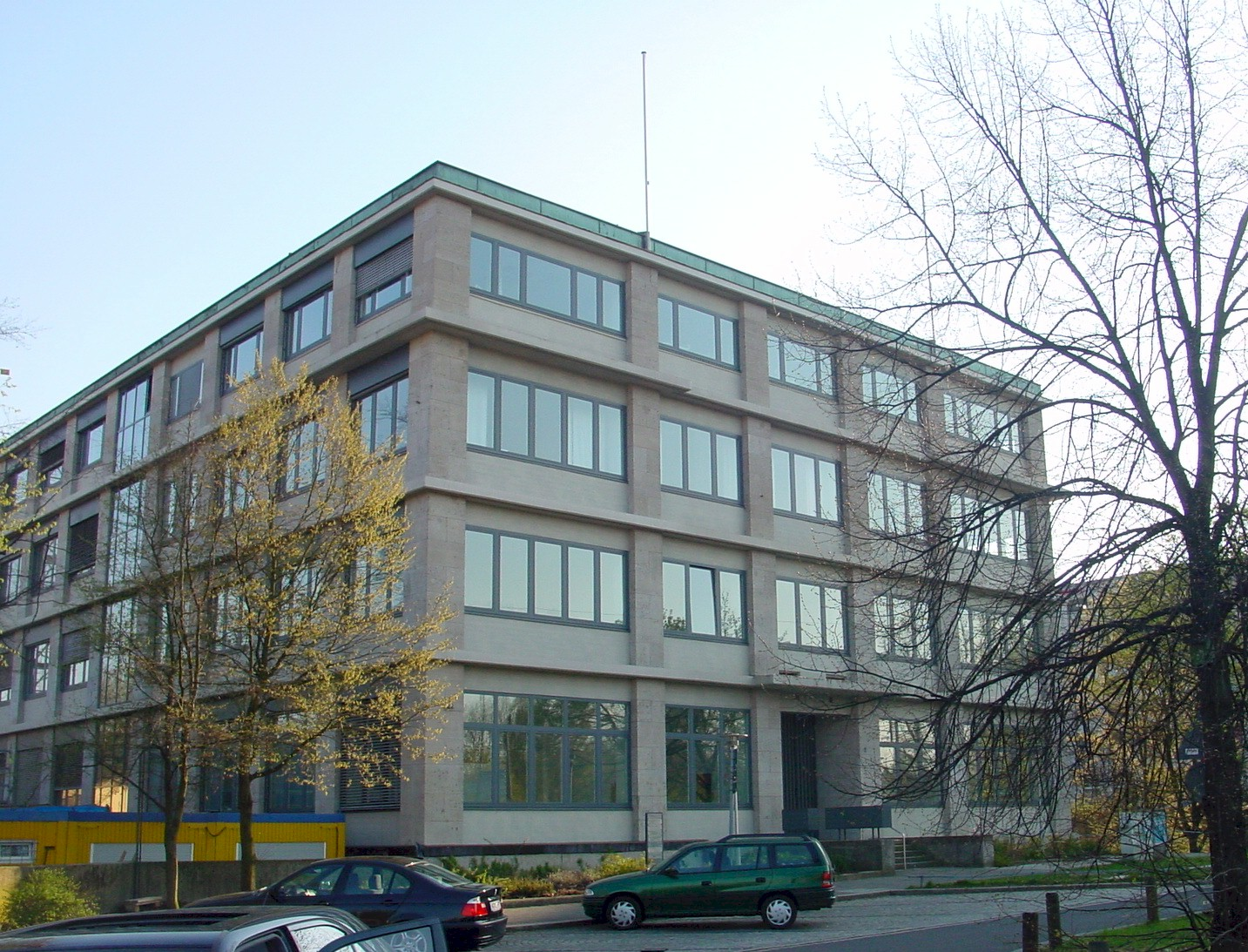
Verwaltungsgebäude Milchhof von 1930 im Jahre 2006

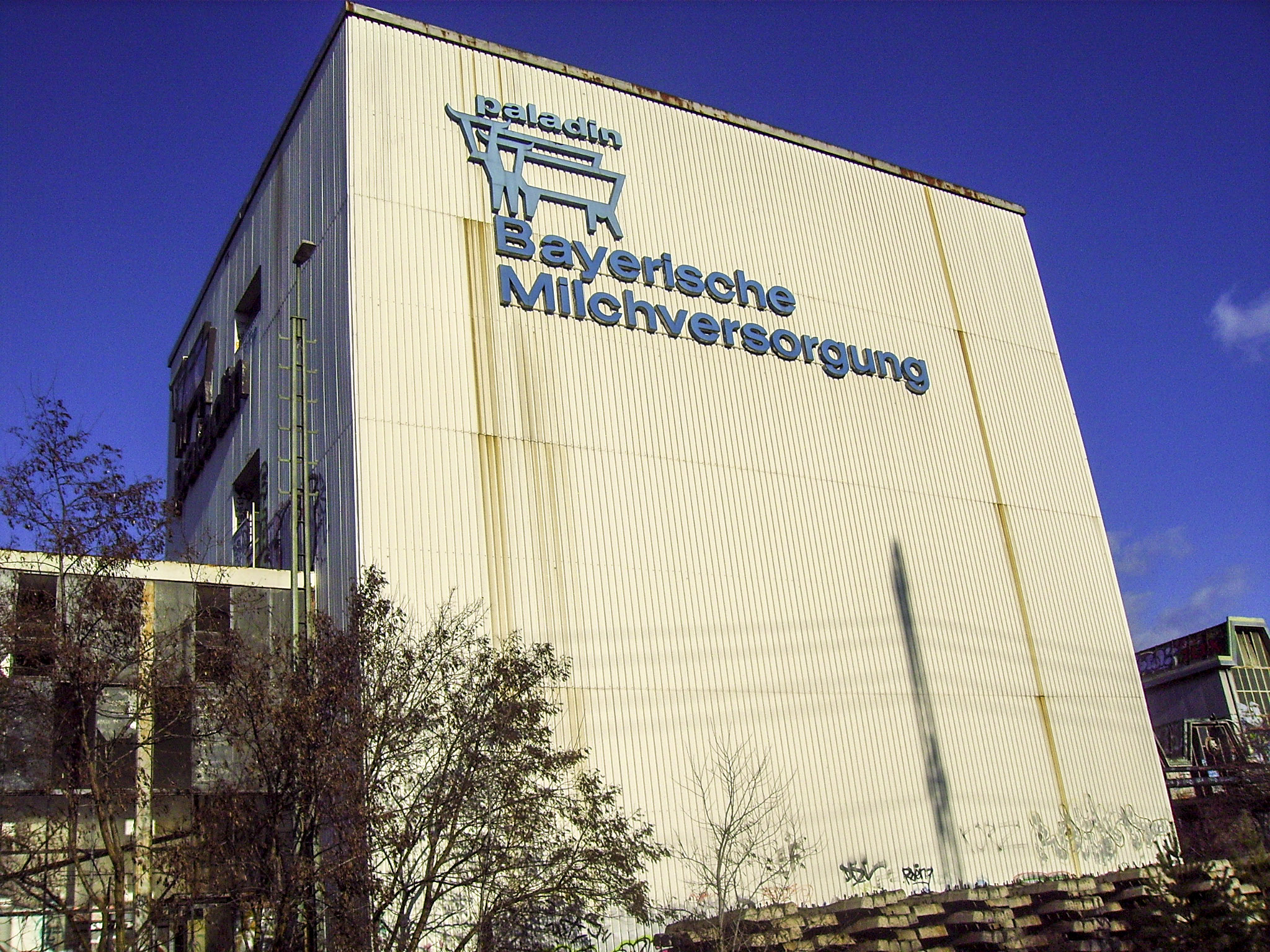
Betriebsgebäude Milchhof im Jahre 2007

Allein das Verwaltungsgebäude blieb erhalten und wurde bereits 2003 mustergültig restauriert. Der symmetrische viergeschossige Bau umschließt eine große, über drei Geschosse reichende Innenhalle. Der streng geometrische Umriss, die stark betonten Horizontallinien (vorkragende Gesimse auf Höhe der Decken) und die durch Naturstein verkleidete Pfeilervorlagen verleihen dem Bau bei aller Modernität eine fast 'klassizistische' Anmutung. Die Fassadengliederung nimmt nach Ansicht von Sembach / Koch / Tschoeke Elemente von Karl Friedrich Schinkels Berliner Bauakademie auf. Heute sind dort unter anderem Ausstellungsräume des Kunstvereins Nürnberg untergebracht.

## Heutige Bebauung und Nutzung
Die Errichtung von neuen Gewerbebauten auf dem Gelände war bis etwa 2017 weitgehend abgeschlossen. Den größten Flächenanteil belegt die Mercedes-Benz-Niederlassung, die VR-Bank hat einen Neubau errichtet, in dem sie Tagungsräume anbietet.
Auch das Gelände des ersten Nürnberger Elektrizitätswerks wurde in das Investment einbezogen und wird zurzeit (2018) als letzte Teilfläche bebaut. Als einziger Rest des E-Werks ist ein Teil der Dynamohalle erhalten geblieben und wird von einem Kindergarten und einer Gaststätte genutzt.